# Reservatório de Sevaberde
O reservatório de Sevaberde (em armênio: Սևաբերդի ջրամբար; romaniz.: Sevaberdi ǰrambar) é um reservatório na província de Cotaique, na Armênia, no rio Guetar. Está a 2 100 metros acima do nível do mar. Foi construído em 1980-83. Sua superfície é de 50 hectares, seu comprimento é de 750 metros, sua largura é de 600 metros, sua profundidade é de 37 metros, seu volume é de seis milhões de metros cúbicos e sua área útil é de quatro milhões de metros cúbicos. É abastecido por precipitação atmosférica e água de degelo. Suas águas são utilizadas para irrigar uma área de 1 200 hectares. 1,5 milhão de metros cúbicos de água são fornecidos ao canal de Cotaique anualmente.